# Barbus parajae
Barbus parajae är en fiskart som beskrevs av Van den Bergh och Teugels, 1998. Barbus parajae ingår i släktet Barbus och familjen karpfiskar. IUCN kategoriserar arten globalt som livskraftig. Inga underarter finns listade.